# Enrichetto Virginio Natta
Enrichetto Virginio Natta imiona chrzcielne Raffaele Francesco (ur. 10 stycznia 1701 w Casale Monferrato, zm. 26 albo 29 czerwca 1768 w Albie) – włoski duchowny katolicki, domikanin, biskup Alby, kardynał.
Pochodził z arystokratycznego rodu. 15 czerwca 1726 przyjął święcenia kapłańskie. 22 lipca 1750 został wybrany biskupem Alby, którym pozostał już do śmierci. 25 lipca 1750 w Rzymie przyjął sakrę z rąk kardynała Carlo Alberto Guidoboni Cavalchiniego (współkonsekratorami byli biskupi Umberto Radicati i Antonio Cantoni). 23 listopada 1761 Klemens XIII wyniósł go do godności kardynalskiej.
Został pochowany w Katedrze św. Wawrzyńca w Albie.